# Lipovec pri Kostelu
Lipovec pri Kostelu je naselje v Občini Kostel.